# Comuna Mala Șesternea, Vîsokopillea
Mala Șesternea (în ucraineană Мала Шестерня) este o comună în raionul Vîsokopillea, regiunea Herson, Ucraina, formată din satele Fedorivka, Mala Șesternea (reședința) și Novohrîhorivske.

## Demografie
Componența lingvistică a comunei Mala Șesternea
     Ucraineană (98,11%)
     Rusă (1,89%)
Conform recensământului din 2001, majoritatea populației comunei Mala Șesternea era vorbitoare de ucraineană (98,11%), existând în minoritate și vorbitori de rusă (1,89%).